# Attentat de janvier 2016 à Istanbul
Pour les articles homonymes, voir attentat d'Istanbul.
L'attentat d'Istanbul en date du 12 janvier 2016 a lieu dans le district de Fatih à Istanbul, sur la place Sultanahmet, à proximité de la mosquée bleue, qui se trouve dans la zone touristique principale de la ville. L'attentat tue 12 personnes.
Les autorités turques attribuent cette attaque à l'État islamique.

## Déroulement
Un kamikaze syrien, Nabil Fadli, commet un attentat-suicide à 10 h 18 (EET) sur l'ancien hippodrome, tout près de la mosquée bleue. Il visait probablement un groupe de 33 touristes allemands qui contemplaient l'obélisque de Théodose. La détonation est entendue jusque de l'autre côté de la Corne d'Or, 5 km plus loin.
La police évacue rapidement la place Sultanahmet, dans l'éventualité où une autre bombe y serait dissimulée. Bien que ce ne soit pas le cas, la place reste bouclée pour des raisons de sécurité.

## Bilan
Treize personnes sont mortes : tous allemandes à l’exception d'un Péruvien. 
Dès le lendemain, la touriste péruvienne blessée est jugée en assez bonne santé pour quitter l'hôpital. Le touriste norvégien blessé, Jostein Blein, doit subir une opération chirurgicale du genou, mais ne devrait pas garder de séquelles.
| Nationalité  | Morts | Blessés | Total |
| ------------ | ----- | ------- | ----- |
| Allemagne    | 12    | 9       | 21    |
| Pérou        | 1     | 1       | 2     |
| Norvège      | 0     | 1       | 1     |
| Corée du Sud | 0     | 1       | 1     |
| Total        | 13    | 15      | 28    |

## Cible
Bien que des Turcs aient été aussi blessés, le lieu de l'attaque indiquerait que ce soient les touristes étrangers qui étaient visés. L'hippodrome se situe aux abords de la Mosquée bleue et de la basilique Sainte-Sophie, les deux sites les plus touristiques d'Istanbul.
Le journaliste de Sky News Guldenay Sonumut estime : « Ce n'est pas forcément l'endroit où il y a le plus de monde à Istanbul. Mais c'est un symbole touristique. S'ils veulent faire peur, là, c'est bon. ».

## Revendications

### Identité du terroriste
L'attentat n'a pas été revendiqué pour l'instant. Mais le Premier ministre turc, Ahmet Davutoğlu, déclare qu'il a été commis par Nabil Fadli, un djihadiste affilié à l'État islamique. Fadli était Syrien, mais est né en 1988 en Arabie saoudite, ce qui explique les confusions sur sa nationalité qui ont pu être faites par les médias.
Son nom entier serait Nabil Abdullatif al-Fadli. Il viendrait de Manbij, un bourg agricole situé à 50km à l'est d'Alep. En 2012, il aurait rejoint les rebelles modérés de Syrie en intégrant l'ASL, avant de se radicaliser et de rejoindre un petit groupe de combattants islamistes appelé Abou Bakr As-Siddiq (en référence au premier calife de l'Islam), puis le groupe salafiste d’Ahrar Al-Sham, et enfin l'organisation État Islamique. Il serait arrivé en Turquie en se faisant passer pour un réfugié de guerre, et il n'était pas connu de la police donc n'était pas sous surveillance,.

### Absence de revendication claire
Bien qu'il ne semble pas faire de doute pour les autorités turques que Daech est l'organisation responsable des attentats, celle-ci n'a pas diffusé de revendication explicite. Pourtant, le groupe terroriste a rapidement revendiqué les attentats commis la même semaine à Jakarta (capitale de l'Indonésie) et à Jalalabad (Afghanistan). Il existe plusieurs hypothèses pour expliquer cette absence de revendications, dont les plus sérieuses ont été listées par la journaliste Ariane Bonzon :
- Nabil Fadli a agi au nom de Daech, mais peut-être que l'organisation terroriste n'avait pas commandité l'attentat (comme lors de la fusillade de San Bernardino)[12] ;
- La revendication sera peut-être très tardive (comme pour le meurtre de Chokri Belaïd, assassiné le 6 février 2013 par des djihadistes de Daech, et dont la revendication n'a été diffusée que le 18 décembre 2014)[12] ;
- L’État islamique ne veut pas encore plus envenimer ses relations avec la Turquie, pays qui lui sert à la fois de plate-forme d'export pour son pétrole, d'achat de biens de consommation courante qui manquent en Syrie et en Irak, et d'accueil des candidats au djihad européens[12];
- De même, Daech veut peut-être ne pas envenimer ses relations afin d'avoir toujours accès aux hôpitaux turcs[12] (comme le reconnaît le député AKP et médecin turc Kani Torun, plusieurs djihadistes de l'EI sont soignés dans les hôpitaux turcs, même s'il faut noter que lorsqu'un patient est identifié comme djihadiste, il est arrêté à la sortie de l'hôpital[12]) ;
- L'EI chercherait à ménager la Turquie, afin d'avoir une porte de sortie en cas de défaite en Syrie[12];
- Peut-être qu'à travers cet attentat, la véritable cible était l'Allemagne, et le fait d'avoir commis cet attentat à Istanbul était une manière de protester contre la coopération turco-allemande[12] (l'aviation allemande a le droit d'utiliser le sol turc pour faciliter ses bombardements en Syrie[12]) ;
- Jusque-là, les attentats de Daech en Turquie étaient dirigés contre les Kurdes et les militants de gauche, qui sont à la fois des adversaires de l'organisation terroriste et de l'AKP, alors que revendiquer l'attentat d'Istanbul serait déclarer également la guerre à l'AKP, ce qui signifierait risquer de perdre le soutien d'une partie des sympathisants de l'EI en Turquie[12] (selon une étude publiée le 12 janvier 2016, 9,3 % des Turcs ne considèrent pas Daech comme une organisation terroriste, dont 5,4 % qui approuvent ses agissements[13]) ;
- Peut-être que Daech considère son propre attentat comme un avertissement auprès du gouvernement turc, destiné à faire cesser les bombardements turcs en Syrie et en Irak, et revendiquer cet attentat reviendrait à le considérer comme un acte de guerre, et donc encouragerait le gouvernement à intensifier ses bombardements[12]. (De fait, des bombardements en représailles à l'attentat auraient provoqué 200 morts parmi les rangs de l’État islamique, selon le gouvernement turc[12]).

## Réactions
Ban Ki-moon, le secrétaire général de l'Organisation des Nations unies, a dénoncé cet attentat comme « un crime méprisable ».
Le secrétaire général de l'OTAN, Jens Stoltenberg, annonce : « Je condamne avec fermeté l'attentat terroriste brutal [commis] aujourd'hui au cœur du district touristique d'Istanbul ». « Rien ne peut justifier ces attaques ». « Tous les alliés de l'OTAN sont unis dans la lutte contre toutes les formes de terrorisme ».
Le Premier ministre algérien, Abdelmalek Sellal, en voyage diplomatique à Berlin le jour de l'attentat, déclare durant une conférence de presse aux côtés d'Angela Merkel : « Nous poursuivrons la lutte contre l’État islamique » et ce « de manière déterminée ». La chancelière fédérale Angela Merkel déclare : « La terreur a frappé aujourd'hui à Istanbul. Elle avait frappé auparavant Paris, Tunis et Ankara. En plus de la douleur causée, ce qui s'est passé aujourd'hui confirme la nécessité de faire face au terrorisme de manière déterminée. ». « Le terrorisme international change ses lieux d'attaque, mais sa cible est toujours la même — c'est notre vie libre dans nos Sociétés libres. Les terroristes sont les ennemis de tous les peuples libres, et donc, les ennemis de toute l'humanité, que ce soit en Syrie ou en Turquie, en France ou en Allemagne. ». John Kirby, porte-parole du département de la défense des États-Unis, rappelle que « Les États-Unis réaffirment leur fort engagement aux côtés de la Turquie, un allié dans l'OTAN et un membre important pour le combat contre l'EI. ». Le président François Hollande exprime « sa compassion et sa solidarité à l'égard de la Turquie et des pays qui ont à déplorer des victimes parmi leurs ressortissants, notamment l'Allemagne, très durement touchée » face à cet « odieux attentat terroriste ». Le ministère des Affaires étrangères russe, déclare qu'« il s'agit de crimes cyniques et injustifiés qui ont démontré à nouveau le manque d'humanité et la cruauté du terrorisme international. Encore plus envers la population civile, y compris les citoyens étrangers, qui se transforment en victimes de ces vils actes. ».

## Enquête
Le 13 janvier, le ministre de l'Intérieur turc, Efkan Ala, révèle à la presse qu'un homme suspecté d'être en lien avec l'attentat a été arrêté le soir du 12 janvier.
Trois Russes membres de l’État islamique, chargés du soutien logistique de l'organisation, sont arrêtés dans la ville d'Antalya. Ils sont accusés de fournir du soutien à l'organisation terroriste dans les zones de conflit, mais ils sont également soupçonnés d'avoir aidé à préparer l'attentat. L'identité de l'un d'entre-eux est dévoilée par le ministère des Affaires étrangères russe ; il se nommerait Aïdar Souleimanov et serait né en 1984.
Efkan Ala annonce le 14 janvier que la police a arrêté 2 personnes de plus, portant à 7 le nombre de personnes appréhendées,.
Le 15 janvier, les enquêteurs établissent que Nabil Fadli, le kamikaze, a passé la frontière au sein d'un groupe de 5 hommes et se serait fait passer pour un réfugié de guerre (ce fait-là étant établi depuis le 14 janvier) - une méthode qui permet également de développer la méfiance généralisée à l'égard des migrants. Puis il aurait séjourné d'abord à Şanlıurfa, une ville proche de la frontière syrienne, où  il semblerait que l'EI ait plusieurs relais. Puis il se serait rendu à Ankara, où il aurait reçu les consignes et les explosifs pour commettre son attentat.
Le 17 janvier, 16 suspects en lien avec l'attentat sont déférés devant la Justice turque. Six sont relâchés. Les 10 autres sont écroués pour « appartenance à une organisation terroriste ».